# Moulin de Vincennes
Le moulin de Vincennes est un moulin à eau situé à Beaumont au Québec. L’ancien moulin fut bâti vers 1733 et entièrement détruit par un incendie en 1949. Un nouveau moulin fut reconstruit en 2006.
À l'entrée est de la municipalité, en haut de la chute à Mailloux, on trouve le moulin de Beaumont construit en 1821. De la farine de blé est encore moulue dans cet autre moulin à eau.

## Histoire
Jean-Baptiste et Charles-François Bissot n’avaient pas les moyens de donner un moulin banal à leurs censitaires. Ainsi, un colon nommé Joseph Roy, plus riche que les seigneurs, s’est offert à bâtir un moulin pour en faire l'exploitation. Les Bissot de Vincennes acceptèrent l’offre de Joseph Roy et le moulin fut construit en 1733. 
En 1949, ce joyau du patrimoine de Beaumont fut complètement détruit par un incendie. En 2006, après plus d’un demi-siècle, le moulin de Vincennes fut reconstruit au coût d’environ 650 000 $.
Rosaire St-Pierre a fait sa marque dans le domaine de l’architecture où il a participé à plusieurs travaux de restauration, de rénovation de maisons et d’édifices ancestraux à Beaumont. Il s'est battu pendant un quart de siècle pour mener à terme son projet de reconstruire le moulin de Vincennes. En 2006, son projet vit enfin le jour. Selon les plans reconstitués par l'architecte Luc Fontaine avec l'étude des photos anciennes, des vestiges des fondations et de la fameuse coupe transversale du moulin dessinée par Jean-Benoît Landry en 1933, le moulin fut reconstruit mais avec quelques petites modifications. Aujourd’hui, le moulin sert surtout pour des fêtes, réceptions, réunions de corporations ou d’organismes, avec service de traiteur. À la suite de la reconstruction du moulin de Vincennes, la municipalité de Beaumont a décidé de transformer le camping Vincennes en un vaste parc régional. 

## Note
Le plan de cet article a été tiré du Grand répertoire du patrimoine bâti de Montréal et de l'Inventaire des lieux de mémoire de la Nouvelle-France.